# Bir Salah
Bir Salah è un villaggio della Tunisia che si trova 10 km a sud di El Jem.
Fa parte del Governatorato di Sfax e della delegazione di El Hencha. Conta 4.638 abitanti.